# N-230
L'N-230, que serà parcialment substituïda per l'A-14, és una carretera estatal que uneix Lleida amb la Vall d'Aran, seguint el curs de la Noguera Ribagorçana. Comença en el Pont Nou i el Gran Passeig de Ronda, de Lleida i finalitza en el quilòmetre 187, just a la frontera amb França a Bausen.
Passa per les comarques catalanes del Segrià, l'Alta Ribagorça i la Vall d'Aran i les comarques aragoneses de la Llitera i la Ribagorça, i pel seu estat de conservació i la densitat de trànsit és una carretera amb una alta sinistralitat. Des d'Alfarràs fins al Pont de Montanyana va més cap a l'oest, passant per Benavarri. Des de Sopeira fins al Pont de Suert, hi trobem l'embassament d'Escales, fet que provoca que l'N-230 tingui molts revolts. L'accés a la Vall d'Aran es fa a través d'un túnel inaugurat el 2007, amb una nova denominació (Túnel de Viella/Joan Carles I), deixant pas a l'anterior (Túnel de Vielha/Alfons XIII), considerat el més perillós d'Europa. Aquest túnel té tres carrils (dos en direcció Lleida) i passadís d'emergència.
La carretera A-14, en alguns trams encara no reformada respecte de l'N-230, que és el seu precedent immediat, és utilitzada per moltes persones per accedir al Pirineu i a França, i sobretot a l'hivern, per anar a esquiar a les estacions d'esquí de la Vall d'Aran i del Pirineu aragonès. El tram entre Benavarri i Sopeira, que en 2021 l'estat va descartar transformar en autovia, s'ha de dotar d'un tercer carril per facilitar els avançaments i guanyar seguretat.
Amb la denominació N-230, d'antuvi es volia integrar la carretera que havia d'anar de Tortosa cap a Lleida i continuar fins a Les, però finalment el primer tram de Tortosa a Lleida es va fer amb el nom primer de C-230, i actualment C-12, deslligant-la així de l'N-230 o A-14. En els trams on no s'ha produït la reforma estructural que converteix la carretera estatal en autovia, encara s'utilitza la denominació N-230, però quan s'hagin acabat les reformes, es perdrà del tot la denominació antiga per passar a ser una autovia, amb la numeració ja expressada d'A-14.
Ja sigui amb la denominació antiga o amb la moderna, aquesta carretera travessa els termes municipals de Lleida, Torrefarrera, Rosselló, Alguaire i Almenar, al Segrià, Albelda i Baells a la Llitera, Benavarri, Tolba, Viacamp i Lliterà, el Pont de Montanyana, Areny de Noguera, Sopeira, a la Baixa Ribagorça, el Pont de Suert, Bonansa, altre cop el Pont de Suert, Vilaller i Montanui, a l'Alta Ribagorça, i Vielha e Mijaran, es Bòrdes, Bossòst, Les i Bausen, a la Vall d'Aran.